# Superpohár UEFA 2025
Superpohár UEFA 2025 byl 50. ročníkem Superpoháru UEFA, každoročního utkání mezi vítězem Ligy mistrů UEFA a Evropské ligy UEFA. Zápas se hrál dne 13. srpna 2025 na Stadio Friuli v italském Udine. Utkaly se v něm francouzský Paris Saint-Germain, vítěz Ligy mistrů UEFA 2024/25, a anglický Tottenham Hotspur, vítěz Evropské ligy UEFA 2024/25. 
Paris Saint-Germain zvítězilo po remíze 2:2 na penalty.

## Týmy
| Tým                 | Kvalifikace                      | Předchozí účasti |
| ------------------- | -------------------------------- | ---------------- |
| Paris Saint-Germain | Vítěz Ligy mistrů UEFA 2024/25   | 1 (1996)         |
| Tottenham Hotspur   | Vítěz Evropské ligy UEFA 2024/25 | –                |

## Výběr hostitele
UEFA na svém zasedání v Lausanne ve Švýcarsku dne 16. prosince 2024 určil hostitelem Stadio Friuli v italském Udine.

## Zápas
Vítěz Ligy mistrů bude „domácím týmem“.
| 13. srpna 2025 21:00 UTC+2 |        |                           |                                                             |
| Paris Saint-Germain        | 2:2    | Tottenham Hotspur         | Stadio Friuli, Udine diváci: 21 025 rozhodčí: João Pinheiro |
| I Kang-in 85' Ramos 90+4'  | report | Van de Ven 39' Romero 48' | Stadio Friuli, Udine diváci: 21 025 rozhodčí: João Pinheiro |

|                                             |     | Penaltový rozstřel                     |  |
| Vitinha Ramos Dembélé I Kang-in Nuno Mendes | 4:3 | Solanke Bentancur Van de Ven Tel Porro |  |

| Paris Saint-Germain | Tottenham Hotspur |

| BR           | 30 | Lucas Chevalier      |     |     |
| PO           | 2  | Achraf Hakimi        |     |     |
| SO           | 5  | Marquinhos (c)       |     |     |
| SO           | 51 | Willian Pacho        | 58' |     |
| LO           | 25 | Nuno Mendes          |     |     |
| SZ           | 33 | Warren Zaïre-Emery   |     | 68' |
| SZ           | 17 | Vitinha              |     |     |
| SZ           | 14 | Désiré Doué          |     | 77' |
| PÚ           | 29 | Bradley Barcola      | 55' | 68' |
| SÚ           | 10 | Ousmane Dembélé      | 90' |     |
| LÚ           | 7  | Chviča Kvaracchelija |     | 60' |
| Náhradníci:  |    |                      |     |     |
| BR           | 39 | Matvěj Safonov       |     |     |
| BR           | 89 | Renato Marin         |     |     |
| OB           | 4  | Lucas Beraldo        |     |     |
| OB           | 21 | Lucas Hernández      |     |     |
| OB           | 43 | Noham Kamara         |     |     |
| ZÁ           | 8  | Fabián Ruiz          |     | 60' |
| ZÁ           | 19 | I Kang-in            |     | 68' |
| ÚT           | 9  | Gonçalo Ramos        |     | 77' |
| ÚT           | 49 | Ibrahim Mbaye        |     | 68' |
| Trenér:      |    |                      |     |     |
| Luis Enrique |    |                      |     |     |

| BR           | 1  | Guglielmo Vicario   |     |     |
| PO           | 23 | Pedro Porro         |     |     |
| SO           | 17 | Cristian Romero (c) |     |     |
| SO           | 4  | Kevin Danso         | 62' |     |
| LO           | 37 | Micky van de Ven    |     |     |
| ZÁ           | 6  | João Palhinha       |     | 72' |
| ZÁ           | 30 | Rodrigo Bentancur   |     |     |
| ZÁ           | 29 | Pape Matar Sarr     |     | 90' |
| RÚ           | 20 | Mohammed Kudus      |     | 79' |
| SÚ           | 9  | Richarlison         | 53' | 72' |
| LÚ           | 24 | Djed Spence         |     |     |
| Náhradníci:  |    |                     |     |     |
| BR           | 31 | Antonín Kinský      |     |     |
| BR           | 40 | Brandon Austin      |     |     |
| OB           | 33 | Ben Davies          |     |     |
| OB           | 67 | Jun'ai Byfield      |     |     |
| OB           | 80 | Luka Vušković       |     |     |
| ZÁ           | 14 | Archie Gray         |     | 72' |
| ZÁ           | 15 | Lucas Bergvall      |     | 90' |
| ÚT           | 11 | Mathys Tel          |     | 79' |
| ÚT           | 19 | Dominic Solanke     |     | 72' |
| ÚT           | 22 | Brennan Johnson     |     |     |
| ÚT           | 28 | Wilson Odobert      |     |     |
| Trenér:      |    |                     |     |     |
| Thomas Frank |    |                     |     |     |

| Muž zápasu: Ousmane Dembélé Asistenti rozhodčího: Bruno Jesus Luciano Maia Čtvrtý rozhodčí: Tiago Martins Videorozhodčí: Elchin Masiyev Asistenti videorozhodčího: Fábio Melo Pol van Boekel |